# Charles-André Marchand
 (novembre 2009).
Si vous disposez d'ouvrages ou d'articles de référence ou si vous connaissez des sites web de qualité traitant du thème abordé ici, merci de compléter l'article en donnant les références utiles à sa vérifiabilité et en les liant à la section « Notes et références ».
Charles-André Marchand, né en 1961 à Montréal (Québec), est un communicateur, narrateur, scénariste, romancier, journaliste et animateur. Il est président de Communications Camdan, une entreprise qui fournit divers services de communications pour les médias et les entreprises. Depuis juillet 2016, il est de retour à la radio à titre de  membre de l'équipe du 91,9 Sports à Montréal et anime l'émission Sports-Extra du lundi au vendredi. 
Parallèlement il continue de prêter sa voix à différents travaux, que ce soit pour le compte des publicités de Jaguar, de Easton ou pour des doublages de documentaires américains qui se retrouvent tantôt sur les écrans des avions d'Air Canada, tantôt sur nos écrans à Canal-D, Canal-Savoir ou RDS. Il est présentement sous contrat avec diverses maisons de production pour la recherche et une participation à l'écriture de nouvelles séries télévisuelles documentaires sur différents sujets de société  pour des chaînes spécialisées comme Canal-D, Historia et autres. On peut aussi l'entendre comme traducteur pour le compte de plusieurs chaînes de télévision du Canada Anglais comme CTV-News, TSN, BNN et als, par le biais des services qu'il offre à la multinationale américaine Transperfect. Il a aussi écrit un blogue sportif sur le site du journal opinion + qui aura, à l'occasion, provoqué quelques controverses bien senties. 
Polyvalent et fier de l'être, Charles-André Marchand a  été, entre autres choses, la voix des Alouettes de Montréal  et des Carabins de l'Université de Montréal  la radio pendant une dizaine d'années. Il est aussi annonceur-maison du Grand Prix du Canada de Formule Un depuis plus de dix ans et fut  Directeur du Marketing et du Développement des Affaires au réputé club privé de golf Hillsdale dans les Basses-Laurentides. Il fut animateur de l'émission Du Sport Le Midi au 91,9 Sports, avant d'animer  l'émission Sport-Extra et la Grande Messe du Sport. Il est présentement à la barre de l'émission dominicale Tailgate, consacrée exclusivement au football.   
Sous contrat avec la prestigieuse maison d'édition AdA, il a publié en 2017 l'autobiographie du pilote automobile Bertrand Godin, intitulée "Piloter son Avenir" juste à temps pour le Salon du Livre de l'Estrie, puis, un mois plus tard, un premier roman, intitulé "Zivanka de Mazowiecki", tome initial de la série historico-fantastique "Les Funérailles des Dieux". L'année suivante, il a publié la suite de cette série, "La Madone des Étoiles". Il est aussi l'auteur de Pègre Qc, une série consacrée à l'histoire du crime organisé au Québec de la Nouvelle-France à nos jours. Il aussi prêté sa plume à Rémy Couture pour "Le Maquilleur de l'horreur ou quand l'art devient criminel", toujours publié chez AdA.

## Biographie
Il a une formation universitaire en Film Production (Bachelor of Fine Arts) de l'Université Concordia, et une formation en musique du Royal Conservatory of Toronto. Il a fait ses études primaires aux Petits chanteurs du Mont-Royal, ses études secondaires au Collège Notre-Dame et son CEGEP au Collège Marguerite-Bourgeoys.
Il a entrepris sa carrière radiophonique au début des années 1980 comme animateur du matin à CHGA, Maniwaki, en Haute-Gatineau. Quelques semaines plus tard il était embauché comme journaliste sportif à CJMS 1280, Montréal. Il y a travaillé jusqu'à l'automne 1984, où il a été embauché par la station CKLM 1570. En janvier 1985, Marchand se joignait à l'équipe de journalistes sportifs de CKAC. Il y fut notamment affecté à la couverture quotidienne des activités du Canadien de Montréal jusqu'en 1990. 
Lauréat du prix Michel-Normandin de 1991 remis au Journaliste Sportif par excellence de l'année dans le cadre de la remise des Prix de la Presse Sportive du Québec. 
En 1993, Charles-André Marchand quitte la scène sportive pour la scène judiciaire. Il y restera jusqu'à la fermeture de la salle de nouvelles de CKAC au printemps 2005. Il aura notamment couvert les mégaprocès des Hells Angels. Au cours de cette période charnière, il fut élu, par ses pairs,  président de l'Association des chroniqueurs judiciaires de Montréal. 
À l'automne 2005, il devient animateur de l'émission du matin Première Ligne à la station Sport Plus de la radio satellite XM. Il en profite pour fonder sa propre compagnie, les Communications Camdan Inc.
À la suite de la fermeture de Sport Plus, au printemps 2007, Charles-André Marchand revient à CKAC, devenue CKAC Sports. 
Après avoir couvert les Jeux Olympiques de Pékin pour CKAC Sports, en août 2008, Charles-André Marchand est devenu l'automne suivant, le descripteur des matches des Alouettes de Montréal de la Ligue canadienne de football sur l'ensemble du réseau Corus, avec Bruno Heppell à titre d'analyste.
Charles-André Marchand devient ensuite producteur de l'émission du matin, "Sport du Lit" coanimée par Michel Langevin et Gabriel Grégoire. Il y participe activement aussi comme lecteur des manchettes du sport et comme chroniqueur pour "Les finances et le sport". Il sera de l'aventure jusqu'à la fermeture de la station CKAC-Sports, en septembre 2011. 
Il poursuivit son rôle de descripteur des matches des Alouettes, mais cette fois à l'antenne du réseau COGECO, du 98,5 FM et de ses affiliés. Son analyste des sept dernières années Bruno Heppell ayant quitté pour le Réseau des Sports, les dirigeants de COGECO ont trouvé en l'ancien coach des Alouettes et de la Machine, Jacques Dussault, un nouveau complice.
Il a été blogueur pour Yahoo Sports Québec et a ensuite collaboré avec le journal Web Opinion +. 
Il a aussi été partenaire et cofondateur du site PassionFootball.ca de novembre 2012 à septembre 2013. 
En 2012 a été élu président de l'Association des Chroniqueurs de Football du Canada mieux connu en anglais comme le FRC (Football Reporters of Canada).
En 2014 il a occupé le poste de Directeur du Marketing et du Développement des Affaires au club privé de golf Hillsdale à Mirabel.
Depuis le printemps 2016 il est animateur et chroniqueur football au 91,9 sports.